# Ommatius constrictus
Ommatius constrictus là một loài ruồi trong họ Asilidae. Ommatius constrictus được Scarbrough miêu tả năm 2002. Loài này phân bố ở vùng Tân nhiệt đới.